# Tylecodon stenocaulis
Tylecodon stenocaulis är en fetbladsväxtart som beskrevs av P. Bruyns. Tylecodon stenocaulis ingår i släktet Tylecodon och familjen fetbladsväxter. Inga underarter finns listade i Catalogue of Life.